# The Battle of Midway
The Battle of Midway (bra: A Batalha de Midway) é um documentário de curta metragem realizado por John Ford durante a II Guerra Mundial, vencedor do Oscar de melhor documentário de 1942. O filme mostra cenas reais da batalha e é narrado por grandes estrelas do cinema da época como Henry Fonda, Donald Crisp e Jane Darwell.
O premiado cineasta realizou este filme enquanto servia como fotógrafo e oficial de inteligência na ilha de Midway, no Oceano Pacífico, na época da batalha aeronaval pela ilha entre os Estados Unidos e o Império do Japão durante a Guerra do Pacífico.

## Enredo
O documentário, com a duração de dezoito minutos, começa com um narrador explicando ao público onde se localiza a ilha de Midway e falando de sua importância estratégica. Durante cerca de cinco minutos, a narração e as imagens se prendem ao trabalho dos soldados no dia a dia da ilha.
Uma voz de mulher personificada com uma mãe-padrão americana de Illinois conta que reconhece este e aquele jovem soldado que aparece com sendo de sua cidade natal. As imagens então passam as famílias destes soldados em suas casas nos Estados Unidos.
Subitamente, a narrativa e as imagens passam para a batalha em si, com cenas da defesa da ilha, dos atacantes japoneses e de batalhas em alto mar registradas através dos navios. Ao final, a narrativa explica que quatro porta-aviões e dezenas de navios de batalha japoneses foram destruídos e são apagados da tela com pinceladas detinta vermelha.

## Produção
John Ford, um cineasta já consagrado e premiado com Óscars na época da guerra, era um oficial da reserva da marinha e em 1942 servia voluntariamente no departamento de imprensa e de inteligência. Estava em trânsito pela ilha de Midway quando ocorreu o ataque em 4 de junho e o filmou em película de 16mm, de improviso. Atraído pelos sons das explosões quando estava num alojamento de oficiais, saiu filmando com a câmera na mão o que via. Foi ferido por estilhaços de bomba enquanto registrava as cenas e recebeu a Purple Heart por seu trabalho sob fogo inimigo.